# Кинг, Генри (поэт)
Генри Кинг (англ. Henry King; 1592, Бакингемшир — 30 сентября 1669, Чичестер) — английский поэт, англиканский религиозный деятель, епископ Чичестерский.
Представитель литературы английского барокко («метафизическая школа»), исповедовавший неоплатонические взгляды.

## Биография
Был старшим сыном Джона Кинга, епископа Лондона. Получил образование в Вестминстерской школе и в Крайст-черч в Оксфорде. В 1611 и 1614 годах получил степени бакалавра и магистра искусств.
Служил пребендой в Лондонском Соборе Святого Павла. С февраля 1639 по 1642 год -декан Рочестерского собора.
В 1642 году стал епископом Чичестера, но вскоре в 1646 году был отстранён от этой должности Оливером Кромвелем. После реставрации Стюартов снова занял эту должность. Оставался епископом Чичестерским до своей смерти в 1669 году.
Был знаком и дружил со многими писателями и поэтами того времени, в том числе с Исааком Уолтоном, Беном Джонсоном, Джорджем Сэндисом, Джоном Донном (их тесная связь подтверждается тем, что он был душеприказчиком Джона Донна и подарил ему свои проповеди в рукописи и заметки о прочтении более 1400 авторов).
Стихи Г. Кинга были опубликованы в 1657 году анонимно и без согласия автора. Самое известное сочинение Кинга «Казнь» («The Exequy»), написано после смерти его жены, которая умерла в 1624 году после пяти лет брака. Предполагается, что некоторые стихи, приписываемые Генри Кингу, на самом деле были написаны его младшим братом Джоном, умершим в 1639 году.
Похоронен в Чичестерском соборе.